# Commonwealth Fund
Il Commonwealth Fund è una fondazione privata il cui scopo è quello di promuovere un sistema ad alte prestazioni di assistenza sanitaria che consente di ottenere un migliore accesso ai servizi, una migliore qualità e una maggiore efficienza.
Fu fondato nel 1918 da Anna Harkness.